# Gedeon (Dokukin)
Gedeon, imię świeckie Aleksandr Nikołajewicz Dokukin (ur. 18 grudnia 1929 w Nowo-Pokrowskiej stanicy, zm. 21 marca 2003 w Stawropolu) – rosyjski biskup prawosławny.

## Życiorys
W 1952 ukończył seminarium duchowne w Stawropolu i został psalmistą i dyrygentem w cerkwi Zaśnięcia Matki Bożej w Machaczkale. 2 sierpnia 1953 arcybiskup stawropolski i bakijski Antoni wyświęcił go na diakona, zaś 4 sierpnia – na kapłana. Został wówczas skierowany do pracy duszpasterskiej w cerkwi św. Pantelejmona w Kisłowodsku. W 1955 rozpoczął w trybie zaocznym studia teologiczne w Leningradzkiej Akademii Duchownej. W 1960 uzyskał w niej tytuł kandydata nauk teologicznych. W 1961 otrzymał godność protoprezbitera, powierzono mu również stanowisko proboszcza cerkwi, w której do tej pory służył. Od 1962 był proboszczem cerkwi Opieki Matki Bożej w Mineralnych Wodach, zaś od sierpnia tego roku służył w różnych cerkwiach Pietrozawodska. 23 marca 1966 metropolita leningradzki Nikodem przyjął od niego wieczyste śluby mnisze. 8 maja tego samego roku otrzymał godność archimandryty.
22 października 1967 miała miejsce jego chirotonia na biskupa smoleńskiego i wiaziemskiego. Jako konsekratorzy w ceremonii wzięli udział metropolita leningradzki i nowogrodzki Nikodem, arcybiskup talliński i estoński Aleksy, arcybiskup nowosybirski i barnaułski Paweł, biskup symferopolski i krymski Antoni, biskup dmitrowski Filaret, biskup permski i solikamski Joazaf i biskup podolski Hermogen. 2 lutego 1972 został przeniesiony na katedrę nowosybirską i barnaułską. 9 września 1977 został arcybiskupem, zaś dziesięć lat później – metropolitą.
W 1990 został metropolitą stawropolskim i bakijskim; po czterech latach i reorganizacji eparchii jego tytuł uległ zmianie na metropolita stawropolski i władykaukaski. W okresie sprawowania przez niego urzędu liczba czynnych świątyń w Kraju Stawropolskim wzrosła czterokrotnie. Od 2002 z powodu jego ciężkiej choroby faktyczny zarząd eparchii został powierzony metropolicie jekaterinodarskiemu i kubańskiemu Izydorowi. Zmarł w 2003 w Stawropolu i został pochowany w sąsiedztwie miejscowego soboru św. Andrzeja.
Honorowy obywatel Machaczkały oraz Dagestanu, odznaczony orderem Przyjaźni Narodów (1994).